# Otto Schniewind
Hubert Maria Otto Schniewind (* 14 de diciembre de 1887, Saarlouis - † 26 de marzo de 1964, Linz am Rhein) fue un marino alemán que llegó a almirante general en la Segunda Guerra Mundial y jefe de Estado Mayor del Mando de Guerra Naval.

## Carrera militar
Schniewind ingresó el 3 de abril de 1907 en la Marina Imperial y sirvió durante la Primera Guerra Mundial como alférez de navío, y desde junio de 1917 como teniente de navío y comandante en varios torpederos. Durante el traslado de la flota alemana a Scapa Flow en 1919 fue jefe de la 7.ª flotilla de torpederos y tras el hundimiento de la flota fue hecho prisionero por los británicos. A su regreso pasó un tiempo sin trabajo y después realizó trabajos de liquidación de unidades militares hasta mediados de abril de 1920, siendo desde entonces hasta mediados de julio jefe de compañía en la 2.ª Brigada Naval del Freikorps.
Schniewind fue entonces admitido en la Reichsmarine en formación, asignándosele la unidad de instrucción de la 4.ª flotilla. Desde mediados de agosto a mediados de diciembre de 1920 fue ayuda de campo y al mismo tiempo comandante del dragaminas M 133. Tras formarse la Reichsmarine estuvo Schniewind en diversos destinos de estado mayor y entre 1925 y 1926 fue ayudante naval del ministro de Defensa Otto Geßler. Luego fue destinado al frente de la 4.ª semiflotilla de Torpederos y en 1932 nombrado comandante del crucero ligero Köln.
En 1934 Schniewind fue nombrado jefe de Estado Mayor del Mando de la Flota, donde permaneció hasta 1937, cuando ascendió a contraalmirante (1 de octubre) y fue nombrado jefe del Departamento de Defensa Naval (día 20). El 31 de octubre de 1938 fue destinado como jefe de Estado Mayor del Mando de Guerra Naval (Seekriegsleitung), donde fue nombrado el 1 de enero de 1940 vicealmirante y, el 1 de septiembre de 1940, almirante.
Tras morir el jefe de la Flota Günther Lütjens en el hundimiento del Bismarck, Schniewind fue nombrado su sucesor en junio de 1941. Desde marzo de 1943 fue además comandante supremo del Mando de Grupo Naval del Norte (ver la estructura de la Kriegsmarine). El 1 de marzo de 1944 ascendió a almirante general. El 30 de julio de 1944 fue relevado de su mando, sin que volviera a recibir nuevo destino hasta el final de la guerra. El 30 de abril de 1945 fue formalmente jubilado de la Armada.
Como jefe del Mando de Grupo Naval del Norte, Schniewind era también juez en los consejos de guerra en su ámbito. Desde ese cargo suspendió el 1 de junio de 1944 la sentencia emitida por un juez militar el 14 de marzo anterior contra el marinero Walter Gröger. A Schniewind le parecía suave una condena de ocho años de prisión mayor y pérdida de la honorabilidad militar por el delito de deserción consumada, y argumentó que "debía habérsele condenado a pena de muerte", refiriéndose a la directiva sobre desertores emitida por Hitler el 14 de abril de 1940 y a un decreto del comandante supremo de la Kriegsmarine (ObdM), Karl Dönitz, fechado el 27 de abril de 1943. La directiva de Hitler exigía la pena de muerte para deserciones en el extranjero o de reincidentes, pero reconocía circunstancias atenuantes, para las que bastaría la prisión mayor, como "la precipitación juvenil, malos tratos por parte de sus mandos, problemas familiares u otros motivos no deshonrosos". En cambio, el decreto de Dönitz pedía para todo desertor, al que calificaba de "fracasado y débil falto de fe", la pena de muerte. Como fiscal del nuevo proceso, Schniewind eligió al que luego sería presidente del gobierno del Estado de Baden-Würtemberg: Hans Filbinger, quien pidió la pena de muerte para Gröger. El defensor, Werner Schön pidió clemencia, asegurando que se había probado que no se trataba de una huida al extranjero, y acusó al juez y al fiscal de prevaricación, pues la pena máxima para el delito de "alejamiento indebido" del alojamiento de la tropa era de 10 años de privación de libertad. El juez naval Adolf Harms condenó a muerte a Gröger el 22 de enero de 1945. El 27 de febrero el Comando Supremo de la Armada (OKM) confirmó en Berlín la sentencia, rechazando la petición de indulto. El 16 de marzo el joven marinero fue ahorcado. Esta condena jugó un papel fundamental en 1978 en el Caso Filbinger, que concluyó con la dimisión de este como presidente del gobierno de su Estado.
Tras la capitulación, Schniewind fue juzgado por un tribunal militar de Estados Unidos en Núremberg en el Juicio del Alto Mando por su papel en la ocupación de Noruega (Operación Weserübung), pero en 1948 se le declaró inocente y el 30 de octubre de ese año quedó en libertad. Desde abril de 1949 hasta 1952 fue director del Naval Historical Team en Bremerhaven.

## Condecoraciones
- Cruz de Hierro (1914) de 2.ª y 1.ª clase[5]
- Cruz de Federico-Augusto de 2.ª y 1.ª clase el 14 de agosto de 1918[5]
- Comandante de la Orden Sueca de la Espada de 2.ª clase el 30 de junio de 1936[5]
- Gran Comandante de la Orden de la Corona de Italia el 23 de septiembre de 1938[5]
- Orden Serbia de San Sava de 2.ª clase el 1 de junio de 1939[5]
- Cruz Española del Mérito Naval con distintivo blanco el 21 de agosto de 1939[5]
- Medalla en Recuerdo del Regreso a la Patria de la Región de Memell el 26 de octubre de 1939[5]
- Broche para la Cruz de Hierro de 2.ª y 1.ª clase el 29 de septiembre de 1939[5]
- Cruz de Caballero de la Cruz de Hierro el 21 de abril de 1940[5]
- Insignia de Guerra de la Flota con brillantes el 30 de julio de 1944[5]
- Orden del Santo Tesoro